# シェール・シング
シェール・シング（Sher Singh, 1807年12月4日 - 1843年9月15日）は、北インドのパンジャーブ地方、シク王国の君主（在位：1841年 - 1843年）。

## 生涯
1807年12月4日、シク王国の君主であるランジート・シングの息子として生まれた。このとき、双子の弟としてターラー・シングも生まれている。
1840年11月6日、シク王ナウ・ニハール・シングが死亡した際、シェール・シングが王に推挙された。だが、ナウ・ニハール・シングの未亡人サーヒブ・カウルが妊娠していたことで、12月2日にナウ・ニハール・シングの母チャーンド・カウルが摂政として王国を統治することを宣した。
1841年1月13日、シェール・シングは歩兵2万5000、騎兵8000、大砲45門をもって、チャーンド・カウルとその兵5000をラホールに包囲した。
かくして、1月18日に両者の間で停戦が取り決められ、シェール・シングが王となり、チャーンド・カウルは9万ルピーの年金とともに宮殿で年金生活者となった。
1843年9月15日、シェール・シングは宰相ディヤーン・シングとともに、その従兄弟アジート・シング・サンダーンワーリーアーによって暗殺された。
新たに宰相となったジャワーハル・シングは直ちにこの反乱を鎮圧したものの、ランジート・シングの死後に続く一連の内乱で軍隊のカールサーが台頭し、9月21日に彼を殺害したのち、シェール・シングの弟ドゥリープ・シングを王とした。

## ギャラリー
- ランジート・シングの王座に座るシェール・シング
- シェール・シングと廷臣
- 舞踊を見るシェール・シング
- 入浴後のシェール・シング